# Marc Andreu i Acebal
Marc Andreu i Acebal (Barcelona, 1973) és un periodista i historiador català.
Llicenciat en Periodisme a la Universitat Autònoma de Barcelona i doctor en Història per la Universitat de Barcelona (UB), la seva tesi doctoral es titula El moviment ciutadà i la transició a Barcelona: la FAVB (1972-1986). Fou redactor d'El Periódico de Catalunya i cap de comunicació del Memorial Democràtic de la Generalitat de Catalunya.
Va codirigir, juntament amb l'històric activista veïnal Andrés Naya, la revista La Veu del Carrer, pertanyent a la Federació d'Associacions de Veïns i Veïnes de Barcelona (FAVB). I col·labora al diari El País, a les revistes L'Avenç i Sàpiens i al digital Crític. És membre del Grup de Recerca i Anàlisi del Món Actual de la UB, i el 2013 rebé el Premi de Comunicació Científica Joan Lluís Vives per l'article «El "model Barcelona" dels moviments socials». El 2015 va ser distingit amb una menció del jurat del Premi Ciutat de Barcelona d'història. El 2015 va signar un manifest de suport a Barcelona en Comú i, després de les eleccions municipals de 2015, va ser nomenat conseller tècnic al districte de Sant Martí. El 2016 va rebre el Premi Agustí Duran i Sanpere d'història de Barcelona pel seu llibre Barris, veïns i democràcia.
També va ser director de la Fundació Cipriano Garcia de CCOO de Catalunya.

## Obra publicada
Llista no exhaustiva:
- El Bruc. Bufalà. Badalona (Departament de Territori i Sostenibilitat, 1995)
- Barcelona en lluita: el moviment urbà 1965 - 1996, amb Josep Maria Huertas (Federació d'Associacions de Veïns de Barcelona, 1996)
- La ciutat transportada: dos segles de transport col·lectiu al servei de Barcelona, amb Josep Maria Huertas, Jaume Fabre et al. (Transports Metropolitans de Barcelona, 1997)
- Magòria, Font de la Guatlla i la Bordeta, amb Josep Maria Huertas i Maria Montané (Arxiu Municipal del Districte de Sants-Montjuïc, 1998)
- Josep M. Huertas Claveria i els barris de Barcelona. Antologia de reportatges (1964-1975) (Mediterrània, 2013), com a coordinador
- Barris, veïns i democràcia. Els moviments populars i la reconstrucció de Barcelona (1968-1986) (L'Avenç, 2015)
- Les ciutats invisibles. Viatge a la Catalunya metropolitana (L'Avenç, 2016)[7]